# کارایباس
کارایباس (به پرتغالی: Caraíbas) یک منطقهٔ مسکونی در برزیل است که در باهیا واقع شده‌است. کارایباس ۸٬۸۰۱ نفر جمعیت دارد.